# Eduardo de Campos e Castro de Azevedo Soares
Eduardo de Campos e Castro de Azevedo Soares (Braga, 22 de Setembro de 1864 — Vila do Conde, Vila do Conde, 8 de Agosto de 1955), magistrado judicial, genealogista e historiador que se notabilizou pelos seus estudos genealógicos sobre a aristocracia portuguesa.

## Biografia
Foi Juiz Conselheiro do Supremo Tribunal de Justiça.
Era filho de Francisco de Campos de Azevedo Soares, 1.º Visconde de Carcavelos e 1.º Conde de Carcavelos, e de sua mulher Eusébia Luísa Leite de Castro.
Casado em Angra do Heroísmo, a 28 de Maio de 1904, com Lídia Sieuve de Séguier Borges do Amaral e Campos (Angra do Heroísmo, 13 de Outubro de 1884 - Vila do Conde, Vila do Conde, 2 de Setembro de 1973).

## Obras publicadas
- Nobiliário da Ilha Terceira (3 volumes), Braga, 1908 (2.ª edição por Fernando Machado C.ª Lda.ª, Porto, 1944-1950).
- Bibliografia nobiliárquica portuguesa (3 volumes), Braga, Edição do autor, 1916-1923.
- Supremo Tribunal de Justiça, Lisboa, 1933;
- Um bravo na Guerra Peninsular, 1942.